# System 7
System 7 (kodnamn Big Bang och allmänt kallat Mac OS 7) är ett operativsystem skapat av Apple Computer för Macintoshdatorer. Det introducerades 13 maj 1991 och ersatte då System 6. Det huvudsakliga operativsystemet för Macintosh ända tills 1997, då det ersattes av Mac OS 8. Funktioner som lades till i System 7 var bland annat kooperativ multikörning, virtuellt minne, personlig fildelning, förbättrat användargränssnitt, Quicktime och Quickdraw 3D.
System 7 används ofta som benämning på alla 7.x-versioner. När Apple släppte version 7.6 gav de det officiellt namnet Mac OS Classic, även om termen Mac OS redan hade funnits i uppstartssekvensen sedan version 7.5.1. System 7 var utvecklat för Motorola 68k-processorer, men det portades till PowerPC när Apple anammade den nya processorplattformen.

## Funktioner
Jämfört med System 6 hade System 7 följande nya funktioner:
- Inbyggt stöd för kooperativ multikörning – även tillgängligt i System 6, men endast via Multifinder. I System 7 var kooperativ multitkörning standard.
- Papperskorgen var nu en egen mapp. Detta gjorde att filerna sparades och kunde återställas efter omstart eller byte av diskett, då de tidigare helt enkelt hade rensats bort.
- "Dra och släpp" blev mer utvecklat. Nu kunde man dra och släppa en fil på ikonen för ett program för att öppna programmet. Detta ledde till en del nya skrivbordstillägg, bland annat Stuffit Expander.
- Systemtillägg möjliggjorde att systemet kunde få fler funktioner när det startade. Man ställde in vilka tillägg man vill att systemet skulle utnyttja via "Tilläggshanteraren".
- Apple-menyn som tidigare endast visat skrivbordstillägg, visade nu innehållet i mappen Apple meny-objekt.
- Ballong-hjälp, som visade små pratbubblor med information om objektet under muspekaren.

## Mjukvara
System 7 var det första system som krävde att man hade en hårddisk, eftersom det var för stort för att rymmas på en diskett. Det var även det första operativsystemet från Apple som var tillgängligt på CD-skiva.
Det följde inte med tredjeparts mjukvara med System 7. Däremot hade nyinköpta Macintoshdatorer ofta färdiginstallerad mjukvara som till exempel ClarisWorks, Mac-Chess och Netscape. PowerPC-datorer hade Grafritande kalkylatorn installerad.

## Namnbyte
Redan i System 7.5.3 hade namnet "Mac OS" börjat dyka upp alltmer, bland annat under operativsystemets startsekvens. I Mac OS 7.6 gick man längre och gick helt från namnet System till Mac OS.